# 假高潮
假高潮是指人類在沒有實際經歷性高潮的情形下，假裝已到達高潮，多半是出現在性行為中。其表現方式一般是模仿或是假裝會聯想到高潮的舉動，例如用身體動作、聲音（例如叫床）等表示興奮的狀態，然後之後伴隨明顯的放鬆。假高潮也可能是用言語方式表示已到達高潮。

## 性別差異
女性偽裝高潮的比例比男性要高，有統計指出有26%的女性在每次進行陰道性行為時都偽裝高潮，而每次陰道性行為時都感受到高潮的女性只占25%，低於每次性行為偽裝高潮的比例。女性在陰道性行為時不像男性那麼容易高潮，原因是大部份的女性在性行為需要刺激陰蒂才能達到高潮，不是所有的性交体位都可以刺激陰蒂，因此若沒有足夠的前戲，女性在陰道性行為時的高潮要比男性困難。對於異性戀的女性而言，偽裝高潮也可能是基於對男性的尊重、期盼他的肯定、或是為了羞耻而偽裝高潮等。
有一項對於1501名美國人的隨機電話問卷指出，有48%的女性以及11%的男性曾經偽裝高潮。男性的高潮多半會伴隨著射精，因此男性若在性行為時戴著保險套，比較容易偽裝高潮。

## 其他因素

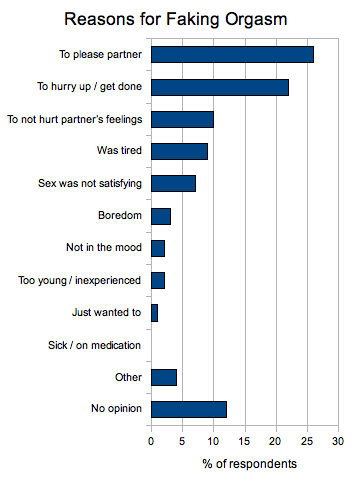
ABC新聞網在2004年「美國性調查」問卷中，假高潮理由的列表

性行為中不是都可以輕易的達到高潮。在性行為中無法達到高潮的情形稱為性高潮障礙。可能會由許多因素所造成，包括像壓力、焦慮、憂鬱或是疲勞等生活因素，原因也可能和性行為相關，例如擔心、罪責、害怕性交疼痛、害怕懷孕、對伴侶的不滿、或是對於性行為情境的不滿。也有可是因為藥物使用（例如酒精或是其他物質）而造成，也有可能是因為處方藥物的副作用所影響。
人會為了許多不同的原由而假裝高潮，例如伴侶希望他們可以高潮，但其實無法如願，或是他們希望可以結束性行為，但覺得不便告訴伴侶、避免負面的結果，或是希望可以取悅伴侶。
在西元二世紀的古羅馬詩人奧維德就在《愛的藝術》中建議女性應該假裝高潮：
|  | 所以，親愛的，從你的骨髓深處去感受這種愉悅，和你的伴侶分享，並且說一些愉悅、顽皮的事。不過若大自然沒有讓你有這樣的愉悅感覺，那就教你的嘴唇說謊吧，假裝你都經歷到了。感覺不快的女人會不開心。不過若你必需要假裝，不要因為過度演出而感覺背叛了自己。讓你的動作和眼睛一起欺騙大家吧，粗聲喘气，完成這一整個幻覺 |

人們也會因為表演或是其他因素而假裝高潮，例如像是電話性交或是拍攝色情影片等。
女性主義者認為女性假裝高潮是男性中心性行為的標誌。在一個強調男性性愉悅的社會中，女性會有壓力要去參與性行為，讓男性滿足並且高潮，但自身沒有得到愉悅。1967年時有一個女性的討論團體分析女性假裝高潮的動機，認為假裝高潮是反應男性給她們的壓力。假裝性高潮的衝動常常是在性壓抑或是男性中心性行為等更大範圍的問題中。許多女性也經歷過其他的感受，例如被其伴侶性拒絕、或是自身不想要的性關注。有些人則是不敢告訴伴侶她們想要什麼，或是伴侶不希望她們告訴伴侶她們想要的。
Hugo M. Mialon用信号博弈的方式，發展了有關假高潮的博弈论分析。他模式中只有一些預測和驗證有效性的統計資料一致。在分析提出男性和女性都更關注性伴侣是否有對自己偽裝高潮，年長的女性和男性比年輕的更容易偽裝高潮。
有個有關假性高潮的研究，內容中有提到會進行假高潮的女性比較容易忽略自己的性伴侶，並且挑逗其他的男性。不過他們研究是在小的資料集以及大量的研究變數中進行的，他們也認為需要更謹慎的詮釋其數據。

## 媒體中的假高潮
1989的美國電影《當哈利碰上莎莉》中有一段情節就是和假高潮有關：女主角莎莉（由梅格·萊恩飾演）和男主角哈利坐在餐廳用餐時，為了假高潮而起了爭執，男主角認為他有辦法辨別女性是否真的高潮，為了反駁他，莎莉就在人潮眾多的餐廳中假裝性高潮，並且伴隨呻吟聲，這也成為該電影最知名的情節之一。美國電視影集《歡樂單身派對》中的一集The Mango中，主角伊萊恩（Elaine Benes）和科斯莫（Cosmo Kramer）都承認在性行為時曾經假裝高潮，因為伊萊恩承認她在和男友作愛時都假裝高潮，而另一個主角喬治·康斯坦扎（George Costanza）的女友也承認自己曾經假裝高潮，喬治因此變得偏執，而伊萊恩的男友也有些失落。